# Araucaria columnaris
Araucaria columnaris ist eine Pflanzenart aus der Gattung der Araukarien (Araucaria) innerhalb der Familie der Araukariengewächse (Araucariaceae). Sie kommt endemisch im Süden und Westen von Neukaledonien vor.

## Beschreibung

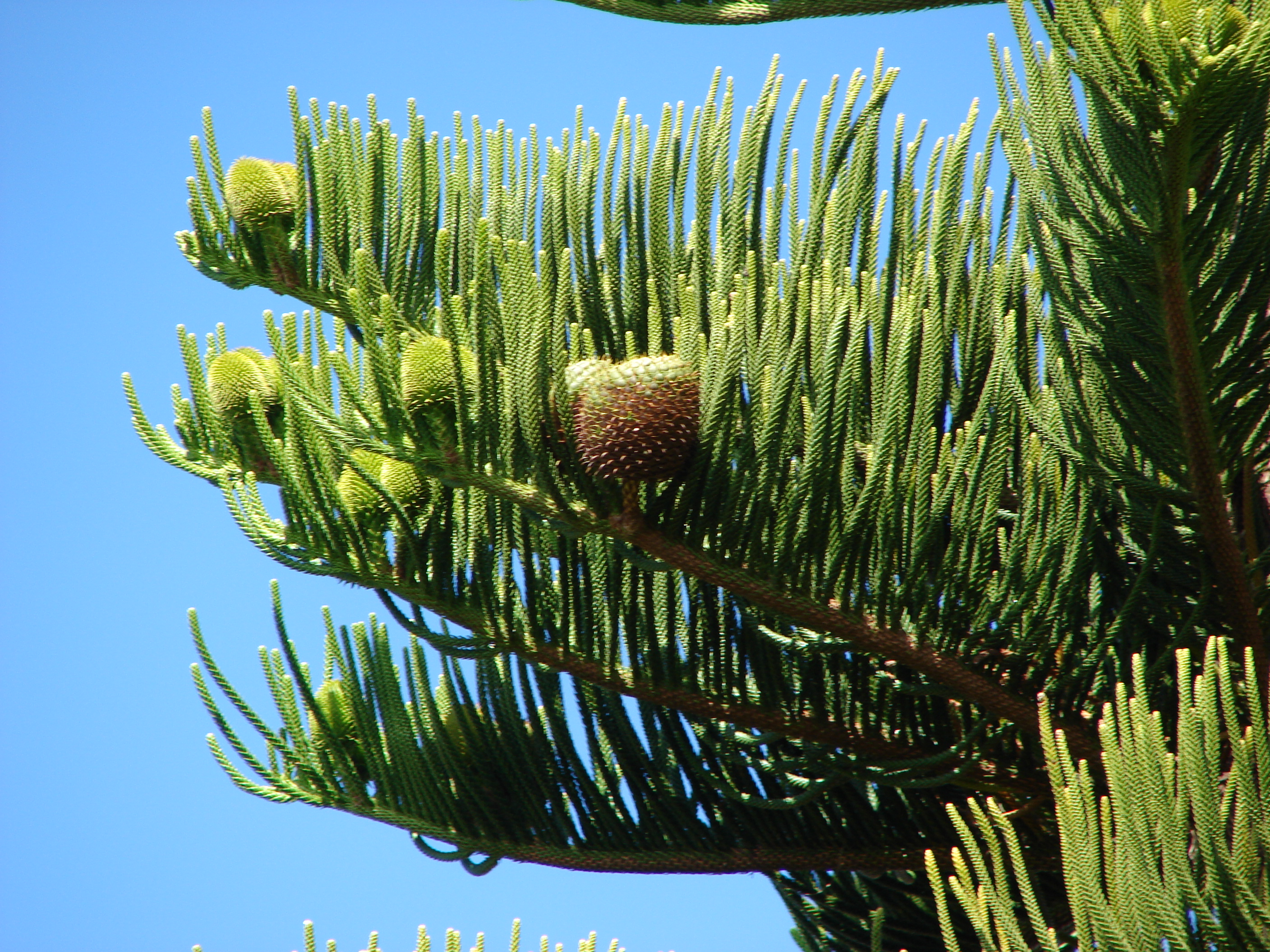
Zweig mit Zapfen

Araucaria columnaris wächst als immergrüner Baum, der Wuchshöhen von bis zu 60 Metern erreichen kann. Die Krone ist mehr oder weniger konisch geformt. Die graue, papierartige Borke blättert in dünnen Streifen ab. Der Stamm ist im unteren Teil zuerst unbeastet und bildet mit zunehmendem Alter kurze Äste aus. Die Äste besitzen einen Durchmesser von 0,9 bis 1 Zentimetern.
An jungen Exemplaren sind die Blätter nadelartig und besitzen eine eingekrümmte Spitze. Sie sind bei einer Länge von 4 bis 7 Millimetern und einer Breite von 2 bis 3 Millimetern lanzettförmig. An älteren Exemplaren sind die sich dachziegelartig überdeckenden, schuppenartigen Blätter bei einer Länge von 5 bis 7 Millimetern und einer Breite von 3 bis 5 Millimetern spitz oder stumpf dreieckig mit einem eingekrümmten oberen Ende und einer undeutlichen Mittelrippe.
Die männlichen Blütenzapfen sind bei einer Länge von 5 bis 10 Zentimetern und einem Durchmesser von 1,5 bis 2,2 Zentimetern eiförmig-zylindrisch geformt. Sie enthalten spitze Mikrosporophylle mit zehn Pollensäcken. Die weiblichen Zapfen besitzen eine Länge von 10 bis 15 Zentimetern und einen Durchmesser von 7 bis 11 Zentimetern. Sie stehen an einem rund 7 Millimeter langen Stiel. Der bei einer Länge von 3 bis 3,5 Zentimetern eiförmige Samen besitzt einen breit gerundeten Flügel.
Der Stamm der Araucaria columnaris ist meist schief und immer Richtung des Äquators geneigt. Je näher die Pflanzen an den Polen stehen, desto stärker ist die Schieflage. Warum dies so ist, ist derzeit noch nicht bekannt.

## Vorkommen
Das natürliche Verbreitungsgebiet von Araucaria columnaris liegt in den Küstengebieten Neukaledoniens. Man findet diese Art in der Südprovinz von Grande Terre, auf der Île des Pins sowie auf den Loyalitätsinseln. Sie wird zudem häufig in anderen Küstenregionen Neukaledoniens angepflanzt.
Araucaria columnaris gedeiht in Höhenlagen zwischen 0 und 50 Metern. Sie besiedelt vor allem dichte, feuchte, immergrüne Wälder. Sie ist die einzige Araukarien-Art Neukaledoniens, die auch auf kalkhaltigen Böden wächst. Auf der Île des Pins kommt sie auch auf Böden vor, die sich aus Korallen entwickeln.

## Nutzung
Araucaria columnaris wird gelegentlich als Ziergehölz angepflanzt.
Früher wurde die Säulen-Araukarie aufgrund ihres geraden Wuchses zur Verwendung als Schiffsmast auf diversen Pazifikinseln wie etwa Hawaii angepflanzt. Im englischen wird die Art nach James Cook cook's pine genannt. Auf Cooks zweiter Südseereise hat sein Botaniker Johann Reinhold Forster die Art als erstes beschrieben.

## Systematik
Araucaria columnaris gehört zur Sektion Eutacta innerhalb der Gattung der Araukarien (Araucaria). Die Erstbeschreibung als Art mit dem Namen Cupressus columnaris erfolgte durch Georg Forster 1786 in Florulae Insularum Australium Prodromus, Seite 67. Die Erstbeschreibung in der Gattung Araucaria als Araucaria columnaris erfolgte 1852 durch William Jackson Hooker in Botanical Magazine 78, Tafel 4635. Synonyme für Araucaria columnaris Hook. sind unter anderem Araucaria cookii R.Br. und Araucaria excelsa (Lamb.) R.Br.

## Gefährdung
Araucaria columnaris wird in der Roten Liste der IUCN als „nicht gefährdet“ geführt. Da der Großteil der Bestände in Küstennähe vorkommt, stellt der Minenbau keine Gefahr dar.